# Houghton Mifflin Harcourt

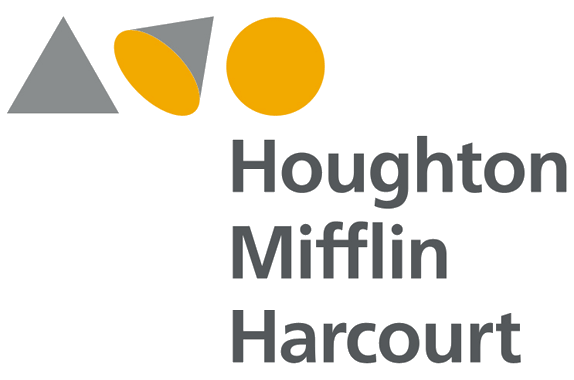
Logo van HMH sinds 2012.

Houghton Mifflin Harcourt is een Amerikaanse uitgeverij. Het bedrijf heeft zijn hoofdzetel in de Back Bay van Boston (Massachusetts) en geeft vooral educatieve literatuur en software uit, zoals handboeken, lesmaterialen, naslagwerken en fictie en non-fictie voor zowel jonge lezers als volwassenen.

## Geschiedenis
William Ticknor en James Thomas Fields hadden in 1832 een indrukwekkende lijst schrijvers rond zich verzameld, waaronder Ralph Waldo Emerson, Nathaniel Hawthorne en Henry David Thoreau. Ticknor en Fields werkten nauw samen met het bedrijf van Henry Oscar Houghton, Riverside Press. Die richtte enige tijd later een uitgeverij op met George Mifflin als partner. In 1880 gingen Ticknor and Fields en Houghton and Mifflin samen onder de naam Houghton, Mifflin and Company.
Op het einde van de 19e eeuw werd een er educatieve afdeling opgericht en in 1921 was Houghton Mifflin de op drie na grootste educatieve uitgever van de Verenigde Staten.
In 1967 maakte Houghton Mifflin haar intrede op de New York Stock Exchange. Tegenwoordig is het niet langer beursgenoteerd.
Het Franse mediaconglomeraat Vivendi Universal kocht de uitgeverij in 2001 op voor 2,2 miljard dollar. Door toenemende financiële en wettelijke druk verkocht Vivendi Houghton Mifflin in 2002 aan private-equity-investeerders Thomas H. Lee Partners, Bain Capital en de Blackstone Group. Zij werden op hun beurt in december 2006 uitgekocht door Riverdeep PLC, waardoor de bedrijfsnaam veranderde in Houghton Mifflin Riverdeep Group. In juli 2007 werd aangekondigd dat Houghton Mifflin Riverdeep de uitgeverij Harcourt Education zou overnemen van Reed Elsevier. Het uitgebreide bedrijf nam de naam Houghton Mifflin Harcourt (HMH) aan.
In de daaropvolgende jaren werden verschillende herstructureringen doorgevoerd bij Houghton Mifflin Harcourt om de schuldenberg te verkleinen. In 2010 werd er een grote herkapitalisatie uitgevoerd.

## Imprints en afdelingen
Tot de imprints en dochterbedrijven van HMH behoren:
- Clarion Books
- Graphia
- Great Source
- Harcourt Children’s Books
- Heinemann
- Holt McDougal
- Houghton Mifflin Books for Children
- Houghton Mifflin Harcourt School Publishers
- Mariner Books
- Rigby
- Riverside Publishing
- Sandpiper
- Saxon
- Steck-Vaughn